# ギオルギ・エリアバ

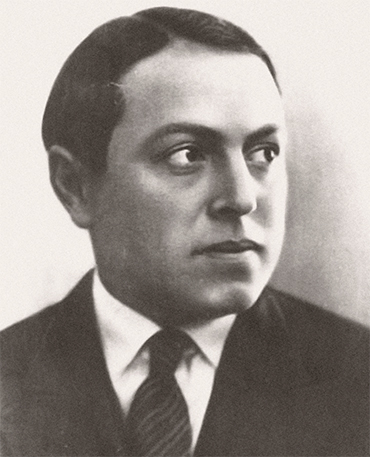
Giorgi Eliava

ギオルギ・エリアバ（Giorgio (Giorgi; George) Eliava、ジョージア語 გიორგი ელიავა、1892年1月13日 - 1937年7月10日）はグルジア生まれのソ連の生物学者である。細菌に感染するウイルス、バクテリオファージを用いた感染症の治療（ファージセラピー）の研究をした。

## 略歴
現在のグルジアのサチヘレで生まれた。ノヴォロシスクの大学で学んだ後、1912年から1914年の間、ジュネーブ大学で学び、1916年にモスクワ大学医学部で学位を得た（ジュネーブで1916年に博士号を得たという資料もある）。1916年からトルコのトラブゾンの細菌学研究所で働いた後、1917年にグルジアのトビリシの細菌学研究所長を務めた。1918年から1921年と1926年から1927年の間、パリのパストゥール研究所で研究し、バクテリオファージの発見者の一人、フェリックス・デレーユと知り合った。1921年からエリアバが室長を務めた微生物研究室から1923年に微生物研究所がトビリシのクラ川の河畔に建設された。この研究所はソビエト連邦ができて最初の研究所となった。バクテリオファージ研究の中心となり、科学研究や所内でのバクテリオファージを用いた治療やバクテリオファージの生産を行った。
1927年からトビリシ大学で衛生学の教授、1929年から微生物学の教授となり、1934年にエリアバの主導でトビリシにペスト・センターが設立された。
フェリックス・デレーユと親しく、ソ連政府の財政支援でデレーユと1933年に研究所を設立し、これは1936年にギオルギ・エリアバ研究所となった。エリアバ研究所は、抗生物質が無かった時代に全盛期を迎え、腸チフス、敗血症、下痢などの疾患を治療するファージの生産のために1200人の労働者を雇用した。現在もファージセラピーの研究活動を行っている。
トランスコーカシアOGPUの秘密警察長官のラヴレンチー・ベリヤと共通の婦人を争ったことが理由だとされているが、1937年に妻と共に逮捕され、「人民の敵」として処刑された。この時デレーユもソ連を去った。